# Panicum rupestre
Panicum rupestre är en gräsart som beskrevs av Carl Bernhard von Trinius. Panicum rupestre ingår i släktet vipphirser, och familjen gräs. Inga underarter finns listade i Catalogue of Life.